# 扬州市第一人民医院
扬州市第一人民医院又稱扬州大学附属医院，是中国江苏省的一所医院，为三级医院，创建于1960年。醫院分東西兩個院區，東區位於位于扬州市广陵区泰州路45号，西區位於邗江中路368號。

## 规模
扬州市第一人民医院总床位610张，日门诊量1066人次。

## 外部鏈接
- 官方网站